# Biographie nationale de Belgique
La Biographie nationale est un dictionnaire biographique rédigé en français, publié entre 1866 et 1986 par l'Académie royale des sciences, des lettres et des beaux-arts de Belgique. Le dictionnaire contient les biographies de personnalités belges décédées et de celles qui vivaient sur le territoire de la Belgique actuelle.

## Origine
En 1845, Sylvain Van de Weyer, Chef de cabinet et ministre de l'Intérieur, décide de réorganiser l'Académie des sciences et des lettres. Une classe des « Beaux-arts » est ajoutée et, le 1er décembre 1845, un arrêté royal entre en vigueur, dans lequel on mentionne que l'Académie est chargée de publier un dictionnaire biographique national pour la Belgique.
Un comité est formé, mais les premières tentatives échouent. En 1848, Adolphe Quetelet, alors membre de ce comité, réitère la demande de rédaction d'une Biographie nationale. Après plusieurs rappels de Charles Rogier, entre autres, les travaux commencent en 1859. Une nouvelle commission est installée sous la direction de Jules de Saint-Genois. Le comité établit une longue liste de personnalités à mentionner dans l'ouvrage de référence, et à partir de 1860, des auteurs sont choisis pour rédiger les biographies. Le premier tome de la Biographie nationale parait en 1866.

## Publication
La liste des biographies établie en 1860 est publiée en 27 tomes. Au cours des 72 années de publication de ces tomes, la liste est complètement alphabétique. Bien que l'Académie royale de Belgique soit officiellement bilingue, le dictionnaire biographique continue de paraitre en français uniquement. Les deux derniers tomes couvrant les lettres « V » à « Z » paraissent en 1938, juste avant la fondation des Académies flamandes. Ces dernières publieront, dès 1964, un dictionnaire biographique en néerlandais, le Nationaal Biografisch Woordenboek.
En 1944, le 28e tome est publié : il consiste en l'index des 27 tomes précédents. En raison de la Seconde Guerre mondiale, ce tome est publié avec quelques années de retard. Cela met temporairement fin à la publication de la Biographie nationale. Après l'annonce des Académies flamandes de la parution de leur propre dictionnaire biographique en néerlandais, l'académie francophone reprend sa rédaction. Les tomes suivants sont publiés sous forme de « suppléments » : le t. 29 parait dès 1956 ; le 16e et dernier supplément (t. 44) parait en 1986.
| Premiers tomes | Premiers tomes         | Premiers tomes | Suppléments | Suppléments                   | Suppléments |
| -------------- | ---------------------- | -------------- | ----------- | ----------------------------- | ----------- |
| 1              | AA – Bautken           | 1866           | 29          | Supplément : tome Ier         | 1956-1957   |
| 2              | Bauwens – Brequin      | 1868           | 30          | Supplément : tome II          | 1958-1959   |
| 3              | Brès – Charles Quint   | 1872           | 31          | Supplément : tome III         | 1961-1962   |
| 4              | Charles II – de Corte  | 1873           | 32          | Supplément : tome IV          | 1964        |
| 5              | de Coster – Dewez      | 1876           | 33          | Supplément : tome V           | 1965-1966   |
| 6              | de Wilde – Fayn        | 1878           | 34          | Supplément : tome VI          | 1967-1968   |
| 7              | Féable – Godefroid     | 1880-1883      | 35          | Supplément : tome VII         | 1969-1970   |
| 8              | Godefroid – Helmont    | 1884-1885      | 36          | Supplément : tome VIII        | 1970        |
| 9              | Helmont – Hyperius     | 1886-1887      | 37          | Supplément : tome IX          | 1971-1972   |
| 10             | I – K                  | 1888-1889      | 38          | Supplément : tome X           | 1973-1974   |
| 11             | La – Ler               | 1890-1891      | 39          | Supplément : tome XI          | 1976        |
| 12             | Les – Ly               | 1892-1893      | 40          | Supplément : tome XII         | 1977-1978   |
| 13             | Ma – Massenus          | 1894-1895      | 41          | Supplément : tome XIII        | 1979-1980   |
| 14             | Massez – Moeller       | 1897           | 42          | Supplément: tome XIV          | 1981-1982   |
| 15             | Moens – Noyer          | 1899           | 43          | Supplément : tome XV          | 1983-1984   |
| 16             | Nucenus – Pepyn        | 1901           | 44          | Dernier supplément : tome XVI | 1985-1986   |
| 17             | Peraxyle – Pomreux     | 1903           |             |                               |             |
| 18             | Ponceau – Reinula      | 1905           |             |                               |             |
| 19             | Reingout – Romunde     | 1907           |             |                               |             |
| 20             | Rond – Rythovius       | 1910           |             |                               |             |
| 21             | Sabatier – Schotelaere | 1911-1913      |             |                               |             |
| 22             | Schott – Smyters       | 1914-1920      |             |                               |             |
| 23             | Snayers – Stevin       | 1924           |             |                               |             |
| 24             | Steyaert – Thimus      | 1929           |             |                               |             |
| 25             | Thiriart – Uyttersprot | 1932           |             |                               |             |
| 26             | Vaast – Vyvere         | 1938           |             |                               |             |
| 27             | Waasberghe – Zypaeus   | 1938           |             |                               |             |
| 28             | Table des notices      | 1944           |             |                               |             |

## Fin de la publication etNouvelle biographie nationale
En octobre 1986, l'Académie royale décide de mettre fin à la publication de la Biographie nationale, car l'ancien concept, à peine modifié depuis 1866, ne répond plus aux besoins de l'époque. De 1866 à 1986, 12 086 biographies sont publiées en 44 tomes.
Afin de respecter l'arrêté royal de 1845, qui précise que l'Académie est responsable de la publication d'un dictionnaire biographique national, il est décidé en même temps de lancer une nouvelle série selon un concept nouveau et plus moderne. Cet ouvrage de référence est publié à partir de 1988 sous le nom de Nouvelle biographie nationale. Le 16e volume parait en 2023.
| Volume | Année | Volume | Année |
| ------ | ----- | ------ | ----- |
| 1      | 1988  | 9      | 2007  |
| 2      | 1990  | 10     | 2010  |
| 3      | 1994  | 11     | 2012  |
| 4      | 1997  | 12     | 2014  |
| 5      | 1999  | 13     | 2016  |
| 6      | 2001  | 14     | 2018  |
| 7      | 2003  | 15     | 2020  |
| 8      | 2005  | 16     | 2023  |